# Gruppenbild mit Dame
Gruppenbild mit Dame ist ein Roman von Heinrich Böll aus dem Jahr 1971. Das Erscheinen dieses Romans gab den Ausschlag, dass Böll 1972 der Nobelpreis für Literatur verliehen wurde.

## Inhalt
Der als Verf. bezeichnete Erzähler rekonstruiert anhand von Gesprächen mit Zeitzeugen und hinterlassenen Zeugnissen das Leben der Leni Pfeiffer.
Die Hauptfigur des Romans, Leni Pfeiffer, geborene Gruyten, ist eine intelligente und gutherzige, aber ungebildete Frau. Ihre Familie zählt zu Beginn der Machtübernahme durch die Nationalsozialisten zu den Gewinnern dieser Zeit. Nach Beginn des Zweiten Weltkrieges wird die Familie von mehreren Schicksalsschlägen getroffen, und Leni ist schließlich fast ganz auf sich allein gestellt. Gegen Ende des Krieges arbeitet sie in einer Kranz- und Blumenbinderei und lernt dort den sowjetischen Kriegsgefangenen Boris Lvovitich Koltovskij kennen. Die beiden beginnen, obwohl dies verboten und außerordentlich gefährlich ist, eine Liebesbeziehung, und Leni bekommt kurz vor Ende des Krieges ein Kind von Boris. Dieser gerät durch unglückliche Umstände, für einen deutschen Kriegsgefangenen gehalten, in ein alliiertes Kriegsgefangenenlager und stirbt in einem französischen Bergwerk. – Die Schlusspartien des Romans spielen in der Nachkriegszeit und erzählen unter anderem von der Beziehung Lenis mit dem türkischen Gastarbeiter Mehmet. Diese Beziehung reflektiert die zentrale Romanepisode: Lenis Liebe zu dem russischen Kriegsgefangenen Boris, die ihr die Verunglimpfung „blonde Sowjet-Hure“ eingetragen hat. Leni zeigt sich unberührt von gesellschaftlichen Tendenzen, bestimmte Personengruppen auszugrenzen und „abfällig“ zu behandeln.

## Hintergrund
Der Roman ist eine Art poetische Dokumentation; man spricht auch von pseudodokumentarischer Konstruktion. Die meisten Dokumente sind fiktiv, aber es sind auch zahlreiche authentische Dokumente verarbeitet, u. a. aus den Akten der Nürnberger Kriegsverbrecherprozesse (u. a. in Kapitel 8). Die Kriegsprosa Alois Pfeiffers (in Kapitel 4) stammt aus folgendem Werk: Kampferlebnisse aus dem Kriege an der Westfront 1940. Nach Schilderungen von Frontkämpfern hrsg. vom Generalstab des Heeres, Berlin 1941. – Böll selbst sagte im Juni 1971 zu seinem Roman: „Die Idee zu diesem Buch hat mich schon sehr lange beschäftigt, wahrscheinlich schon bei den meisten Romanen und Erzählungen, die ich bisher geschrieben habe. Ich habe versucht, das Schicksal einer deutschen Frau von etwa Ende Vierzig zu beschreiben oder zu schreiben, die die ganze Last dieser Geschichte zwischen 1922 und 1970 mit und auf sich genommen hat.“ Eine wichtige Rolle spielen der Luftkrieg sowie die Eroberung der Stadt – in der die Zentralfigur Leni Pfeiffer lebt – durch die Amerikaner am Ende des Zweiten Weltkriegs (aus vielen Details ist unschwer zu erkennen: Die zentralen Kapitel spielen in Bölls Heimatstadt Köln). Im September 1969 erklärte Böll in einem Rundfunkinterview: „Der eigentliche Aspekt des Krieges war für mich die Bombardierung der Städte. Das war vollkommener Irrsinn. Die Frauen und Kinder in den Städten hatten es ja viel, viel schlimmer als sogar ein Soldat an der Front.“
Die Figur der Nonne Rahel, genannt Haruspika, ist deutlich an Edith Stein angelehnt.
Der Titel des Romans wurde von Annemarie Böll und Dieter Wellershoff erdacht.

## Rezensionen
- „Das Buch ist eine Folge von interviewartigen Erkundungen mit happening-ähnlichem Schluß. […] Der Roman wirkt wie ein langer, Wagen für Wagen vorbeirollender Güterzug, jeder Wagen ist beladen mit ironischen, fiktiven, dokumentarischen Erinnerungspartikeln und Visionen.“ (Joachim Kaiser in „Süddeutsche Zeitung“, 31. Juli/1. August 1971)
- „Ein Formprinzip ist in diesem Buch überhaupt nicht erkennbar. Offensichtlich läßt sich Böll von seinen Einfällen treiben. Und er läßt sich gehen: Ungeniert und sorglos, ganz ohne Skrupel reiht er viele einzelne Stücke aneinander. […] Auch der Sprache des Romans merkt man an, wie gering diesmal Bölls Selbstkontrolle war. […] Noch nie hat ein deutscher Klassiker so schlampig geschrieben wie diesmal Heinrich Böll.“ (Marcel Reich-Ranicki in „Die Zeit“, 6. August 1971)
- "[...] während gerade bei 'antiautoritären' Schreibern, bei Handke oder Wondratschek oder Fichte, die Sprache blitzt vor Schliff und Ehrgeiz, während der Arbeitsdruck, der sie hervorgebracht hat, auch beim Lesen oft nur noch Hirnkrämpfe auslöst, lassen sich Bölls unbemühte und -bekümmerte, von keinem Leistungs- und Formzwang zurechtgehämmerte Sätze so lesen, wie sein Buch endet: sorglos, entspannt, fast glücklich." (Reinhard Baumgart in "Der Spiegel", 2. August 1971)
- „Group Portrait with Lady (1971) is clearly the work that tipped him towards the prize, and it is a Nobel Prize novel if ever I saw one.“ (Michael Ratcliffe – nach der Verleihung des Nobelpreises an Heinrich Böll -- in „The Times“, London, 3. Mai 1973)

## Verfilmung
Das Buch wurde 1976/77 mit Romy Schneider als Leni Gruyten/Pfeiffer und Brad Dourif als Boris Koltowski verfilmt. Zum Ensemble gehörten ferner Vadim Glowna, Richard Münch, Witta Pohl, Kurt Raab, Rüdiger Vogler und Bettina Kenter. Regie führte der Jugoslawe Aleksandar Petrović, der 1967 für seinen Film Ich traf sogar glückliche Zigeuner bei den Festspielen in Cannes den Großen Preis erhalten hatte. Am Drehbuch hatte Böll zunächst mitgearbeitet, sich dann aber nicht mehr um das Projekt gekümmert, was vor allem die Hauptdarstellerin heftig kritisiert und beklagt hatte. Die Uraufführung fand am 26. Mai 1977 bei den Filmfestspielen in Cannes 1977 statt.

## Ausgaben
- Böll, Heinrich: Gruppenbild mit Dame. Roman. Köln: Kiepenheuer & Witsch 1971, 400 Seiten (Erstausgabe); Abb. → . (7 Wochen lang im Jahr 1971 auf dem Platz 1 der Spiegel-Bestsellerliste)
- Böll, Heinrich: Gruppenbild mit Dame. Roman. München: Deutscher Taschenbuch Verlag, 1974 (dtv 959). [fortlaufend neue Auflagen]
- Ralf Schnell, Jochen Schubert (Hrsg.): Heinrich Böll. Werke. Kölner Ausgabe. Bd. 17. Köln: Kiepenheuer & Witsch, 2005. [mit Darstellung der Entstehung, Dokumentation der Quellen und Stellenkommentar]

### Rezensionen
- Karl Korn: Heinrich Bölls Beschreibung einer Epoche. In: „Frankfurter Allgemeine Zeitung“. Nr. 171. 28. Juli 1971.
- Joachim Kaiser: Mitleidiger Naturalismus und mystische Vision. Heinrich Bölls neuer Roman: "Gruppenbild mit Dame". In: „Süddeutsche Zeitung“. Nr. 182. 31. Juli/1. August 1971.
- Geno Hartlaub: Leni und das Brot des Lebens. In: „Deutsches Allgemeines Sonntagsblatt“ (Hamburg). Nr. 31. 1. August 1971.
- Reinhard Baumgart: Potpourri und Inventur. In: „Der Spiegel“. 25. Jg. Nr. 32. 2. August 1971. S. 104.
- Marcel Reich-Ranicki: Nachdenken über Leni G. Heinrich Bölls neuer Roman "Gruppenbild mit Dame". In: „Die Zeit“. Nr. 32. 6. August 1971. S. 13.
- Wolfram Schütte: Häretische Marienlegende, kräftig abgedunkelt. Heinrich Bölls neuer Roman "Gruppenbild mit Dame". In: „Frankfurter Rundschau“. Nr. 180. 7. August 1971.
- Klaus Rainer Röhl: Mutmaßungen über die Blechjahre. "Haben Johnson und Grass mitgeschrieben?" In: „Konkret“. Nr. 17. 12. August 1971.
- Helmut Heißenbüttel: Wie man dokumentarisch erzählen kann. In: „Merkur“. Heft 9. September 1971.

### Forschungsliteratur
- Bibliographie von Forschungsliteratur und Rezensionen: Bibliographie / Interpretationen zu Heinrich Böll (Memento vom 26. Juli 2011 im Internet Archive)
- Manfred Durzak: Heinrich Bölls epische Summe? Zur Analyse und Wirkung seines Romans "Gruppenbild mit Dame". In: Basis. Jahrbuch für deutsche Gegenwartsliteratur 3 (1972), S. 174–197.
- Hans Joachim Bernhard: Die Romane Heinrich Bölls. Gesellschaftskritik und Gemeinschaftsutopie. 2., durchgesehene und erweiterte Auflage. Berlin 1973 [zu Gruppenbild: S. 335–381].
- Renate Matthaei (Hrsg.): Die subversive Madonna: ein Schlüssel zum Werk Heinrich Bölls. Kiepenheuer & Witsch, Köln 1975, ISBN 3-462-01046-8 [Eine Sammlung von Aufsätzen zu Gruppenbild]
- Bernd Balzer: Das literarische Werk Heinrich Bölls. Einführung und Kommentare. Fischer Taschenbuch Verlag, München 1997 [zu Gruppenbild: S. 316–341].
- Jochen Vogt: Gruppenbild mit Dame. In: Heinrich Böll. Romane und Erzählungen. Interpretationen. Hrsg. von Werner Bellmann. Reclam, Stuttgart 2000. S. 222–248, ISBN 3-15-017514-3
- Werner Bellmann: Heinrich Böll, Gruppenbild mit Dame. Erläuterungen und Dokumente. Reclam, Stuttgart 2002, ISBN 3-15-016028-6
- Werner Bellmann: Textkritische Anmerkungen zu Heinrich Bölls "Gruppenbild mit Dame" nebst einem Hinweis zu "Das Brot der frühen Jahre". In: Wirkendes Wort 52 (2002), Heft 2, S. 249–256.
- Werner Bellmann: Die Akten der Nürnberger Kriegsverbrecherprozesse als Quelle für Heinrich Bölls Roman "Gruppenbild mit Dame". In: Euphorion 97 (2003), Heft 1, S. 85–97.
- Wichtige Informationen zu Gruppenbild mit Dame sind enthalten in: Heinrich Böll – Dieter Wellershoff: Gruppenbild mit Dame. Ein Tonband-Interview. In: Akzente 18 (1971), Heft 4, S. 331–346.

- Bibliographie der Forschungsliteratur und Rezensionen[4]